# Поцелуй (рассказ)
Поцелуй — рассказ Антона Павловича Чехова. Написан в 1887 году, впервые опубликован в газете «Новое время», 1887, № 4238 от 15 декабря с подписью Ан. Чехов.

## Публикации
Рассказ А. П. Чехова «Поцелуй» написан в 1887 году, впервые опубликован в газете «Новое время», 1887, № 4238 от 15 декабря с подписью Ан. Чехов. В 1888 году рассказ был включён в сборник «Рассказы», вошёл в издание А. Ф. Маркса.
По сообщениям И. Л. Леонтьева, рассказ был написан Чеховым в Петербурге. Писатель останавливался там в гостинице «Москва» в декабре 1887 года. Чехов просил Леонтьева, как бывшего артиллериста, проверить, нет ли в рассказе какой-либо ошибки. Леонтьев вспоминал: «Я был поражён верностью описания, удивительной чуткостью, с какой схвачен был самый дух и склад военной среды. Просто не верилось, что всё это написал только соскочивший с университетской скамьи студентик, а не заправский военный, прослуживший, по крайней мере, несколько лет в артиллерии! С строго придирчивой точки зрения можно, пожалуй, найти некоторые „длинноты“, именно в описании движения бригады — единственный недостаток рассказа, написанного чуть ли не в двое суток…».
По свидетельству брата писателя, М. П. Чехова, писатель в рассказе отразил свои впечатления от жизни в Воскресенске в 1884 году. В то время в городе стояла батарея, которой командовал Б. И. Маевский.
При жизни Чехова рассказ был переведён на венгерский, немецкий, сербскохорватский, словацкий и чешский языки.

## Сюжет
Как-то весной вечером батареи резервной артиллерийской бригады, направлявшейся в лагерь, остановились на ночёвку в селе Местечки. Местный помещик генерал-лейтенант фон Раббек пригласил к себе на чай офицеров.
Офицеры вспомнили, как их приглашал ранее во время манёвров другой помещик-граф. Тогда им не удалось сомкнуть глаз ночью, поскольку их развлекали до утра. Однако офицеры поехали к фон Раббеку.
У порога дома офицеров встретил сам помещик фон Раббек, ему было около шестидесяти лет. К нему в гости ранее приехали сёстры с детьми, братья и соседи, и не оставалось ни одной свободной комнаты. В большой столовой офицеры сели за чай. Штабс-капитан Рябович чувствовал себя за столом неловко. После чая офицеры пошли в зал. Начались танцы.
Рябович ушёл с не танцевавшими офицерами поиграть в бильярд. Потом он соскучился и вышел. На обратном пути он пережил маленькое приключение. Заблудившись в комнатах дома, он попал в совершенно тёмную комнату. В ней вдруг послышались шаги, вошла женщина, сказав: «наконец-то!» и поцеловала офицера. Потом она отскочила от него и ушла. Это событие офицера сильно взволновало. Он не мог понять — кто это был.
После ужина гости ушли. Чехов описывает местную природу, речку, сад. Рябович ещё долго вспоминал пережитое приключение. Бригада уходила мимо барского дома. Позднее Рябович рассказал сослуживцам о том, что с ним произошло и подумал, что «никогда не увидит той, которая случайно поцеловала его вместо другого».

## Критика
Отзывы современников о рассказе «Поцелуй» были разными.
Так, писателю А. Н. Плещееву, рассказ понравился. Он писал 22 декабря 1887 года: «Болярин Алексей очень Вам кланяется, млеет от Вашего „Поцелуй“…». Леонтьев жалел, что Чехов перешёл позднее к написанию «надуманных и сухих» произведений, как «Скучная история» и «Припадок».
Критик Г. А. Русанов причислил рассказ «Поцелуй» к «перлам русской литературы». К. Арсеньев считал «Поцелуй» одним из лучших рассказов Чехова, К. Говоров относил «Поцелуй» к рассказам «анекдотическим». «…Если бы этот замысел был эксплоатирован беллетристом-психологом — из него что-нибудь и вышло бы. Но г. Чехов, как мы знаем, совсем не психолог». Критик рекомендовал Чехову «ограничиться передачей самого анекдота, и в общих словах — того впечатления, которое произвел на Рябовича поцелуй невидимой красавицы».
В. Альбов писал, что «Поцелуй» «как будто нарочно выдуман на заранее составленную тему — о бессмысленности жизни». «Изображая пустоту и бессилие мечты, обнажая жизнь, он понимает вместе с тем, что эта обнаженная жизнь, жизнь без мечты, „необыкновенно скудна, бесцветна и убога“».

## Экранизация
В 1983 году по мотивам рассказа «Поцелуй» на Киностудии им. А. Довженко снят художественный телефильм с одноименным названием. Режиссёр: Роман Балаян.